# Isakstorp (naturreservat)
Isakstorp är ett naturreservat i Hässleholms kommun i Skåne län.
Området är naturskyddat sedan 2015 och är 15 hektar stort. Det består av en ädellövskog med inslag av bok och björk. 
Det finns spår i landskapet som pekar på att marken i den östra delen tidigare använts till betesmarker och åkrar och i den norra finns det trädstubbar som pekar på en tidigare uttunning av träden men nu består marken mest av bokskog och har ett högt biologiskt värde.